# Charles Nelis
Charles Nelis (Bruges, 9 de julho de 1875 — Leuven, 30 de abril de 1935), foi um médico anatomista e investigador belga.
Nelis, estudou na Universidade de Gante tendo-se formado em Ciências em 1895 com alta distinção (LPGD). Prosseguiu os seus estudos de medicina na Universidade de Louvain onde obteve o grau de Doutor em 1900.
Foi aluno do anatomista Arthur Van Gehuchten com quem trabalhou em importantes estudos laboratoriais sobre a raiva.. Tendo obtido uma Bolsa de estudo de dois anos, foi para Paris onde tiro a especialidade em obstetrícia.
Com a morte do seu antigo professor Arthur Van Gehuchten e com o fim da 1ª Guerra mundial, foi nomeado professor de anatomia.
Foi premiado com o Prémio Alvarenga, de Piauhy de 1898-1899 pela Académie royale de Médecine de Belgique.